# Arnbackia
Arnbackia is een monotypisch geslacht van zakpijpen (Ascidiacea) uit de familie Styelidae en de orde Stolidobranchia.

## Soorten
- Arnbackia novaezelandiae Brewin, 1950